# جاستن رايس
جاستن رايس (بالإنجليزية: Justin Rice)‏ هو موسيقي أمريكي، ولد في 1950.

## وصلات خارجية
- الموقع الرسمي
- جاستن رايس على موقع IMDb (الإنجليزية)
- جاستن رايس على موقع ميوزك برينز (الإنجليزية)
- جاستن رايس على موقع ديسكوغز (الإنجليزية)
- جاستن رايس على موقع قاعدة بيانات الفيلم (الإنجليزية)